# Bolesława
Bolesława – żeński odpowiednik imienia Bolesław. Forma ta jest notowana w Polsce od XV wieku.
W XXI wieku jest to imię rzadkie. W styczniu 2025 r. w rejestrze PESEL, wśród publicznie dostępnych danych dotyczących osób żyjących, wykazano 1866 kobiet o imieniu Bolesława nadanym jako imię pierwsze.
Zdrobnienia: Bola, Bolesia, Bolka.
Bolesława imieniny obchodzi 29 stycznia, jako wspomnienie bł. Bolesławy Lament, 22 lipca, 19 sierpnia.

## Kobiety o imieniu Bolesława
- Bolka (Bolesława), księżniczka bytomska, ostatnia przedstawicielka Piastów bytomsko-kozielskich
- bł. Bolesława Lament